# Tsutomu Sonobe
Tsutomu Sonobe, född 29 mars 1958 i Ibaraki prefektur, Japan, är en japansk tidigare fotbollsspelare.